# Hermann Ulbrich
Pour les articles homonymes, voir Ulbrich.
Hermann Ulbrich-Sandreuter (né en 1903 à Bâle ; † novembre 1980 idem) est un musicien d'église, chef d'orchestre et chef de chœur suisse.

## Biographie
Après sa formation de professeur de l'enseignement secondaire, Ulbrich a fondé en 1927, le Singknaben der evangelisch-reformierten Kirche Basel-Stadt, d'où est issu la Maîtrise de garçons de Bâle (Knabenkantorei Basel). En tant que membre du Chœur Bach de Bâle, il a été aidé par son dirigeant et organiste Adolf Hamm. Ulbrich a été marié à la chanteuse Helene Sandreuter, à l'époque largement connue dans la région. Il a dirigé le chœur pendant 43 ans jusqu'à ce qu'il en transmette la direction en 1970 à son fils, le musicien Markus Ulbrich. 
Ulbrich est mort en 1980 à l'âge de 77 ans.